# Sauska Borászat
A Sauska Magyarország egyik vezető borászata. A lyukas címkéjükkel és a prímszámokkal fémjelzett borportfóliójukkal a 2000-es évek elején kezdtek ismertebbé válni. A Sauska-család mellett magyar szőlészek és borászok dolgoznak a tokaji és villányi birtokon, munkájukba külföldi szakértőket is rendszeresen bevonva.

## Történet
A Sauska borászatot Sauska Krisztián és családja alapította. Tokajban 2000-től, Villányban pedig 2006-tól vannak jelen, 2011-től pezsgőkészítéssel is foglalkoznak. A vállalkozás 2016-ban budafoki pincével bővült.

## Tokaj
A borászat a sok száz éves, többszörösen átépített, egykori Tokaji Polgári Kaszinóban foglal helyet, amit további bővítésekkel tettek alkalmassá a szőlő feldolgozására. A munka három szinten zajlik, a folyamatot a gravitáció segíti. A dűlők változatosságához igazodva a borok kisméretű tartályokban, illetve hordókban (230-500 l) erjednek. Az egyszerűbb, frissen piacra kerülő tételek tartályban erjednek, és egyáltalán nem, vagy csak részben kapnak fahordós érlelést.
Fontosabb dűlők: Birsalmás, Medve, Úrágya, Padihegy.
Jellemző fajták: furmint, sárga muskotály, hárslevelű, chardonnay, sauvignon blanc, pinot noir.

## Villány
A villányi birtokközpont modern épületkomplexuma az újvilági modernitás és Villány természetes anyagainak szimbiózisából született. A feldolgozó évi 7000 hl bor előállítására alkalmas, az erjesztőtartályok mérete a fajtákhoz igazodva, 20 és 250 hl között változik. Az erjesztéshez a 100 db fahordó mellett speciális gömbkerámiák is rendelkezésre állnak. A szüret idején a beérkező szőlő többszöri kézi és gépi válogatáson megy keresztül: a tartályba már nem kerülhet oda nem illő anyag, kocsány, éretlen, vagy éppen túlérett szőlő.
A három szinten történő feldolgozást a gravitáció is segíti, a préselést kíméletes technológiával, egy nagyméretű kosárprés végzi. A borok minimum három évig szárított tölgyből készült magyar és francia hordókban érnek.
Fontosabb dűlők: Ördögárok, Kopár, Makár, Zuhánya.
Jellemző fajták: kadarka, merlot, syrah, cabernet franc, cabernet sauvignon, portugieser, kékfrankos.

## Emberek[10]

### Sauska Krisztián
Sombereken született és a budapesti Piarista Gimnáziumban érettségizett. Kosárlabda utánpótlás válogatott volt, mielőtt az Egyesült Államokba disszidált 1968-ban. Munka közben végezte az egyetemet, szorgalmával hamar kitűnt kollégái közül. 1983-ban jelenleg is sikeresen működő saját világítástechnikai céget alapított. Amikor a ’90-es években hazalátogatott, már komolyan érdeklődött a borok iránt. Hamarosan elhatározta, hogy saját borászatot alapít, először Tokajban, majd Villányban vásárolt területeket. Dédapja Rohonczy Gedeon, a Szabadelvű Párt országgyűlési képviselője, borosgazda, növénynemesítő, feltaláló, lótenyésztő és párbajhős.

### Sauska Andrea
Közgazdász, pályáját turisztikai szakújságíróként kezdte. Munkája során megismerkedett a ’90-es években induló családi borászatokkal, és hamar szívügyévé vált az ország borvidékeinek és borászainak bemutatása. 2006-tól a borászatok a Sauska borok piaci megjelenése és promóciója köti le ideje nagy részét. A borászat mellett a gasztronómia területén is aktív.

### Sauska Stefanie
Az USA-ban született és szerzett ügyvédi diplomát. A bor iránt kialakuló érdeklődés és a rendszeres magyarországi túrák hatására végleg Budapesten telepedett le. Jelenleg minden idejét a családnak szenteli, férje a Sauska ügyvezetője. Három gyermekükkel a Villány közeli Bólyban és Budapesten élnek. 

### Pohl Péter
Borász, a Sauska ügyvezetője. Bólyban született, ahol négy testvérével már gyerekkorában belekóstolt a háztáji szőlőművelésbe. A budapesti egyetem elvégzése után került a villányi borászatba, amelynek később az ügyvezetője lett. Jelenleg a teljes Sauska borászati portfóliót - a villányi mellett a tokaji borászatot, valamint a budafoki pezsgőpincét is - irányítja. Feleségével, Stefivel és három gyermekükkel Bólyban és Budapesten élnek.

### Rakaczki Gábor
A tokaji Sauska pincészet főborásza. Gyöngyösön végzett, agrármérnök, szőlész-borász szakmérnök. Első jelentős szakmai sikereit a Dégenfeld Pincészetnél aratta. A tokaji Sauska borászathoz való csatlakozás után a száraz portfólió létrehozásával tette le a névjegyét 2009-ben. 2011-től a teljes egészében tokaji szőlőből készülő Sauska pezsgők is az ő keze munkáját dicsérik.

### Czemicki István
Szőlész-borász szakmérnök, Gyöngyösön végzett. Szakmai gyakorlatát a Béres Szőlőbirtokon és az Oremus Pincészetnél végezte, majd egy Új-Zélandon, a martinborough-i Te Kairanga borászatnál tett kitérő után a Sauska tokaji birtokán lelt otthonra. Szőlészként fontos szerepet játszik a fajták még jobb megismerésében, az optimális telepítési tervek kidolgozásában és a tiszta, egységes birtokszerkezet kialakításában.

## Szolgáltatások
A villányi birtokon gyönyörű táj, előzetes bejelentkezés alapján borkóstoló, dűlő- és pincetúra is várja az érdeklődőket. A borászathoz étterem is tartozik, ami modern magyar konyhát visz, helyi sváb és világkonyha ízekkel. Az alapanyagok helyi beszállítóktól származnak, az ételek szezonális jellegűek és sokat merítenek a helyi hagyományokból. Az étterem borlistáján a villányi és tokaji pincészet valamennyi bora megtalálható.
A borászat befogadóképessége: a beltérben 48, a teraszon 100 fő.
A Sauska-birtok népszerű esküvői- és rendezvényhelyszín is, a tágas, tagolt terek és természetes környezet ideális feltételeket biztosítanak nagyobb eseményekhez is.

## Borok[15]
Villányi borok: Rose Cuvée, Cabernet Franc, Cabernet Sauvignon, Merlot, Syrah, Cuvée 13, Cuvée 11, Cuvée 7, Cuvée 5.
Tokaji borok: Furmint, Sárgamuskotály, Hárslevelű, Birsalmás Furmint, Medve Furmint, Cuvée 113, Cuvée 111, Cuvée 107, Birtok Furmint, Birtok Hárslevelű.
Pezsgők: Extra Dry, Rose Extra Dry, Brut, Extra Dry 2011.

## Díjak[16]
Decanter International Trophy
2013: Cuvée 5, Villány / 2009
Decanter Regional Trophy
2011: Cuvée 7, Villány / 2007
2012: Cabernet Franc, Villány / 2008
2015: Cabernet Franc, Villány / 2011
Decanter Aranyérem
2011: Cuvée 11, Villány / 2007
2012: Kékfrankos, Villány / 2009
2012: Aszú Esszencia, Tokaj / 2003
Decanter Ezüstérem
2011: Cuvée 113, Tokaj / 2009
2012: Furmint Birsalmás-dűlő, Tokaj / 2010
2013: Kadarka, Villány / 2011
2013: Cuvée 105, Tokaj / 2011
2016: Cuvée 7, Villány / 2013
Decanter Bronzérem
2011: Tokaji Aszú, Tokaj / 2003
2012: Cuvée 113, Tokaj / 2010
2012: Cuvée 7, Villány / 2008
2013: Kékfrankos, Villány/ 2011
International Wine Challenge 2015 Aranyérem
Cuvée 113, Tokaj / 2013
Steve Tanzer`s International Wine Cellar
Furmint Medve, Tokaj / 2012 - 93 pont
Furmint Birsalmás, Tokaj / 2012 - 90 pont
Cuvée 107, Tokaj / 2011 - 90 pont
Cuvee 105, Tokaj / 2011 - 91 pont
Wine Enthusiast Magazine
Rose Cuvée, Villány / 2011 - Year`s Best Buy 2012
Cuvee 11, Villány/ 2008 - 98 pont
Cuvee 13, Villány/ 2010 - 90 pont
Aszú Esszencia, Tokaj / 2003 - 93 pont
Wine&Spirits Magazine
Sauska Rose Cuvée, Villány / 2014 - 90 pont, Year`s Best 2015
Sauska Cuvée 13, Villány / 2010 - 90 pont
Sauska Cuvée 107, Tokaj / 2009 - 92 pont